# Kvalifikace na Mistrovství Evropy ve fotbale 2000 – skupina 1
Zápasy této kvalifikační skupiny na Mistrovství Evropy ve fotbale 2000 se konaly v letech 1998 a 1999. Z pěti účastníků si postup na závěrečný turnaj zajistil vítěz skupiny. Druhý tým skupiny hrál buď baráž, nebo postoupil také přímo (pokud byl nejlepší v žebříčku týmů na druhých místech).

## Tabulka
| Tým       | B  | Z | V | R | P | VG | IG | +/- |
| --------- | -- | - | - | - | - | -- | -- | --- |
| Itálie    | 15 | 8 | 4 | 3 | 1 | 13 | 5  | +8  |
| Dánsko    | 14 | 8 | 4 | 2 | 2 | 11 | 8  | +3  |
| Švýcarsko | 14 | 8 | 4 | 2 | 2 | 9  | 5  | +4  |
| Wales     | 9  | 8 | 3 | 0 | 5 | 7  | 16 | -9  |
| Bělorusko | 3  | 8 | 0 | 3 | 5 | 4  | 10 | -6  |

## Zápasy
- Pozn. Wales hrál některé své domácí zápasy v Liverpoolu, protože chtěl hrát proti největším favoritům skupiny na stadionu s co největší kapacitou.

| 5. září 1998 |          |        |                                                             |
| Bělorusko    | 0 – 0    | Dánsko | Dinamo, Minsk diváci: 34 000 rozhodčí: Georg Dardenne (DEU) |
|              | (Report) |        | Dinamo, Minsk diváci: 34 000 rozhodčí: Georg Dardenne (DEU) |

| 5. září 1998 |        |                     |                                                                    |
| Wales        | 0 – 2  | Itálie              | Anfield Road, Liverpool diváci: 23 160 rozhodčí: Terje Hauge (NOR) |
|              | Report | Fuser 19' Vieri 77' | Anfield Road, Liverpool diváci: 23 160 rozhodčí: Terje Hauge (NOR) |

| 10. října 1998     |          |           |                                                                    |
| Itálie             | 2 – 0    | Švýcarsko | Stadio del Friuli, Udine diváci: 35 247 rozhodčí: Alain Sars (FRA) |
| Del Piero 19', 61' | (Report) |           | Stadio del Friuli, Udine diváci: 35 247 rozhodčí: Alain Sars (FRA) |

| 10. října 1998  |          |                          |                                                            |
| Dánsko          | 1 – 2    | Wales                    | Parken, Kodaň diváci: 36 009 rozhodčí: Sándor Piller (HUN) |
| Frederiksen 58' | (Report) | Williams 59' Bellamy 86' | Parken, Kodaň diváci: 36 009 rozhodčí: Sándor Piller (HUN) |

| 14. října 1998                      |          |                          |                                                                     |
| Wales                               | 3 – 2    | Bělorusko                | Ninian Park, Cardiff diváci: 21 508 rozhodčí: Lawrence Sammut (MLT) |
| Robinson 14' Coleman 53' Symons 84' | (Report) | Gurenko 20' Belkevič 48' | Ninian Park, Cardiff diváci: 21 508 rozhodčí: Lawrence Sammut (MLT) |

| 14. října 1998 |          |              |                                                                          |
| Švýcarsko      | 1 – 1    | Dánsko       | Hardturm Stadion, Curych diváci: 12 500 rozhodčí: Miroslav Radoman (YUG) |
| Chapuisat 58'  | (Report) | Tobiasen 90' | Hardturm Stadion, Curych diváci: 12 500 rozhodčí: Miroslav Radoman (YUG) |

| 27. března 1999 |          |              |                                                          |
| Bělorusko       | 0 – 1    | Švýcarsko    | Dinamo, Minsk diváci: 35 000 rozhodčí: Oğuz Sarvan (TUR) |
|                 | (Report) | Fournier 72' | Dinamo, Minsk diváci: 35 000 rozhodčí: Oğuz Sarvan (TUR) |

| 27. března 1999 |          |                      |                                                                  |
| Dánsko          | 1 – 2    | Itálie               | Parken, Kodaň diváci: 41 429 rozhodčí: Antonio López Nieto (ESP) |
| Sand 58'        | (Report) | Inzaghi 1' Conte 70' | Parken, Kodaň diváci: 41 429 rozhodčí: Antonio López Nieto (ESP) |

| 31. března 1999    |          |              |                                                                        |
| Itálie             | 1 – 1    | Bělorusko    | Stadio del Conero, Ancona diváci: 20 735 rozhodčí: Michel Piraux (BEL) |
| Inzaghi 31' (pen.) | (Report) | Belkevič 24' | Stadio del Conero, Ancona diváci: 20 735 rozhodčí: Michel Piraux (BEL) |

| 31. března 1999   |          |       |                                                                        |
| Švýcarsko         | 2 – 0    | Wales | Letzigrund Stadion, Curych diváci: 13 500 rozhodčí: Miroslav Liba (CZE |
| Chapuisat 4', 70' | (Report) |       | Letzigrund Stadion, Curych diváci: 13 500 rozhodčí: Miroslav Liba (CZE |

| 5. června 1999 |          |           |                                                              |
| Dánsko         | 1 – 0    | Bělorusko | Parken, Kodaň diváci: 24 876 rozhodčí: Lucilio Batista (POR) |
| Heintze 23'    | (Report) |           | Parken, Kodaň diváci: 24 876 rozhodčí: Lucilio Batista (POR) |

| 5. června 1999                              |          |       |                                                                           |
| Itálie                                      | 4 – 0    | Wales | Stadio DallAra, Bologna diváci: 12 392 rozhodčí: Edgar Steinnarozen (DEU) |
| Vieri 7' Inzaghi 37' Maldini 40' Chiesa 89' | (Report) |       | Stadio DallAra, Bologna diváci: 12 392 rozhodčí: Edgar Steinnarozen (DEU) |

| 9. června 1999 |          |        |                                                                                     |
| Švýcarsko      | 0 – 0    | Itálie | Stade Olympique de la Pontaise, Lausanne diváci: 13 124 rozhodčí: Graham Poll (ENG) |
|                | (Report) |        | Stade Olympique de la Pontaise, Lausanne diváci: 13 124 rozhodčí: Graham Poll (ENG) |

| 9. června 1999 |          |                                 |                                                                      |
| Wales          | 0 – 2    | Dánsko                          | Anfield Road, Liverpool diváci: 11 000 rozhodčí: Armand Ancion (BEL) |
|                | (Report) | Tommason 84' Tøfting 89' (pen.) | Anfield Road, Liverpool diváci: 11 000 rozhodčí: Armand Ancion (BEL) |

| 4. září 1999                |          |                |                                                             |
| Dánsko                      | 2 – 1    | Švýcarsko      | Parken, Kodaň diváci: 41 667 rozhodčí: Ryszard Wójcik (POL) |
| A. Nielsen 54' Tomasson 81' | (Report) | Türkyilmaz 79' | Parken, Kodaň diváci: 41 667 rozhodčí: Ryszard Wójcik (POL) |

| 4. září 1999 |          |                        |                                                                 |
| Bělorusko    | 1 – 2    | Wales                  | Dinamo, Minsk diváci: 25 000 rozhodčí: Tom Henning Övrebo (NOR) |
| Baranov 30'  | (Report) | Saunders 42' Giggs 86' | Dinamo, Minsk diváci: 25 000 rozhodčí: Tom Henning Övrebo (NOR) |

| 8. září 1999        |       |                                                 |                                                                  |
| Itálie              | 2 – 3 | Dánsko                                          | Stadio Sao Paolo, Neapol diváci: 48 919 rozhodčí: Dick Jol (NED) |
| Fuser 10' Vieri 34' |       | Jørgensen 39' (pen.) Wieghorst 57' Tomasson 63' | Stadio Sao Paolo, Neapol diváci: 48 919 rozhodčí: Dick Jol (NED) |

| 8. září 1999               |          |           |                                                                                       |
| Švýcarsko                  | 2 – 0    | Bělorusko | Stade Olympique de la Pontaise, Lausanne diváci: 12 500 rozhodčí: Leslie Irvine (NIR) |
| Türkyilmaz 68', 86' (pen.) | (Report) |           | Stade Olympique de la Pontaise, Lausanne diváci: 12 500 rozhodčí: Leslie Irvine (NIR) |

| 9. října 1999 |       |        |                                                             |
| Bělorusko     | 0 – 0 | Itálie | Dinamo, Minsk diváci: 32 000 rozhodčí: Claude Colombo (FRA) |
|               |       |        | Dinamo, Minsk diváci: 32 000 rozhodčí: Claude Colombo (FRA) |

| 9. října 1999 |          |                      |                                                                             |
| Wales         | 0 – 2    | Švýcarsko            | Racecourse Ground, Wrexham diváci: 5 064 rozhodčí: Spiridon Papadakos (GRE) |
|               | (Report) | Ray 16' Bühlmann 59' | Racecourse Ground, Wrexham diváci: 5 064 rozhodčí: Spiridon Papadakos (GRE) |